# اوبرنا
اوبرنا (به آلمانی: Obernau) یک شهر در آلمان است که در راینلاند-فالتس واقع شده‌است.

## خصوصیات
اوبرنا ۱۵۳ نفر جمعیت دارد.